# امجد الشعیبی
امجد الشعیبی (انگلیسی: Amjad Al-Shuaibi؛ زادهٔ ۲۹ اوت ۱۹۷۹) بازیکن فوتبال اهل اردن بود.
از باشگاه‌هایی که در آن بازی کرده‌است می‌توان به باشگاه فوتبال الجزیره (امان)، باشگاه ورزشی النصر کویت، باشگاه فوتبال الحزم عربستان سعودی، و باشگاه ورزشی الرمثا اشاره کرد.
وی همچنین در تیم ملی فوتبال اردن بازی کرده‌است.